# Las sorpresas
Las sorpresas es una película de Argentina filmada en Eastmancolor dirigida por Carlos Galettini (episodio Corazonada) y Alberto Fischerman (episodio Los pocillos), ambos sobre el guion de Mario Benedetti y Luis Puenzo (episodio Cinco años de vida) según su propio guion escrito en colaboración Mario Benedetti, todos sobre cuentos de Benedetti. La película se estrenó el 4 de septiembre de 1974 y tuvo como actores principales a Juana Hidalgo, Edgardo Luisi, China Zorrilla, Leonor Manso Lautaro Murúa y Norma Aleandro.

## Sinopsis
En Cinco años de vida un hombre y una mujer desconocidos pasan una noche encerrados en una estación de subterráneo. En
Corazonada una empleada doméstica se venga de su patrona enamorando a su hijo y en Los pocillos hay un triángulo amoroso en el cual el esposo engañado es ciego.

## Reparto
Episodio Cinco años de vida
- Juana Hidalgo
- Edgardo Luisi
- Cecilia Rossetto
- Fernando Iglesias

Episodio Corazonada
- China Zorrilla
- Leonor Manso
- Chela Ruiz
- Nora Kaleka
- Alberto Fernández de Rosa
- Juan Manuel Tenuta
- Yvonne Fournery

Episodio Los pocillos
- Lautaro Murúa
- Norma Aleandro
- Emilio Alfaro

## Comentarios
Agustín Mahieu en La Opinión escribió:

”Suma excelencias y desniveles parciales…Cinco años de vida…impresiona como el relato más denso…resulta u ejercicio cinematográfico muy imaginativo…Corazonada puede resultar mordaz y costumbrista…Los pocillos preserva la sistemática crueldad de un relato descarnado y se resuelve en una armonía dramática interpretativa y visual pocas veces vista en el cine argentino.”

Mabel Itzcovich en El Cronista Comercial dijo:

”Una actriz y un joven director descuellan en un film nacional…un realizador notable: Alberto Fischerman y la calidad interpretativa de Leonor Manso…La dirección de Galettini ha permitido una escasa coincidencia con los otros intérpretes y el sentido de la historia…Cinco años de vida es el más flojo de los episodiosy en el que se advierte explícitamente las dificultades que enfrenta una narración breve, trasladada a la visión cinematográfica.”

Manrupe y Portela escriben:

”Interesante excursión por tres cuentos del autor uruguayo. El sketch de Puenzo es el más ambicioso, el de Galettini el más flojo y el de Fischerman el más sorprendente.”